# Кануции
Кануциите (gens Canutia) са плебейска фамилия от Древен Рим.
Известни от фамилията:
- Публий Кануций (* 100 пр.н.е.), оратор.[1]
- Тиберий Кануций, народен трибун 44 пр.н.е.[2][3]
- Гай Кануций, трибун [4]